# Jason Citron
Jason Citron (San Francisco, 21 settembre 1984) è un informatico, programmatore e imprenditore statunitense, noto come co-fondatore ed ex CEO di Discord. Nell’aprile 2025 ha annunciato le proprie dimissioni dal ruolo di amministratore delegato, pur rimanendo attivo nel consiglio di amministrazione e come consulente strategico per l’azienda. Il suo successore è Humam Sakhnini, ex dirigente di Activision Blizzard e King.
In precedenza, ha fondato OpenFeint, una piattaforma sociale per giochi su dispositivi mobili.

## Biografia
Jason Citron è nato in una famiglia ashkenazita con una forte tradizione nel campo degli affari e della tecnologia.
Fin da giovane, ha mostrato un vivo interesse per la tecnologia, ispirato dal nonno, che gli regalò il suo primo computer. A soli 13 anni, Citron aveva già imparato da autodidatta il linguaggio di programmazione QBASIC e sviluppato il suo primo videogioco.

## Carriera
Jason Citron ha iniziato la sua carriera fondando Aurora Feint, uno studio di sviluppo di giochi per dispositivi mobili. Questo progetto si è successivamente evoluto in OpenFeint, una piattaforma sociale per giochi mobili che ha riscosso un grande successo. Nel 2011, OpenFeint è stata venduta alla società giapponese GREE per 104 milioni di dollari.
Dopo questa esperienza, Citron ha fondato Hammer & Chisel, un'azienda focalizzata sui giochi di alta qualità per dispositivi mobili. Tuttavia, il bisogno di strumenti di comunicazione più efficaci per i giocatori ha portato Citron a sviluppare Discord, lanciato nel 2015. L’obiettivo era creare una piattaforma di chat leggera e intuitiva, in grado di garantire prestazioni ottimali senza compromettere l’esperienza di gioco.
Lanciato il 15 maggio 2015, Discord ha rapidamente guadagnato popolarità tra i giocatori di eSports e LAN party. Il servizio è stato inizialmente promosso su Reddit e ha attirato l'attenzione di utenti di Twitch e comunità di giochi come Star Citizen. Discord ha ricevuto supporto dall'incubatore 9plus di YouWeb e finanziamenti da Benchmark Capital e Tencent.
Nel gennaio 2016, Discord ha ottenuto ulteriori 20 milioni di dollari per il suo sviluppo. Nel 2021, Microsoft ha tentato di acquisire Discord, ma l'offerta è stata rifiutata. Successivamente, Discord ha avviato una collaborazione con Sony per integrare il servizio nelle console PlayStation, inizialmente sulla PlayStation 5, a partire dal 2022.
Sotto la guida di Citron, Discord è cresciuta fino a diventare una delle aziende più rilevanti del settore tecnologico, raggiungendo oltre 150 milioni di utenti attivi al mese entro il 2024.
Nell'aprile 2025, Jason Citron ha annunciato le proprie dimissioni dalla carica di amministratore delegato di Discord, pur mantenendo un ruolo all'interno del consiglio di amministrazione. Il suo successore è Humam Sakhnini, ex dirigente di Activision Blizzard e King. Sakhnini ha assunto ufficialmente il ruolo di CEO il 28 aprile 2025, in un momento di particolare solidità per l’azienda, che si prepara a un'ulteriore fase di crescita e a un potenziale ingresso in borsa.